# 3817 Ленкартер
3817 Ленкартер (3817 Lencarter) — астероїд головного поясу, відкритий 25 червня 1979 року.
Тіссеранів параметр щодо Юпітера — 3,604.